# Surovy (1941)
El destructor Surovy (en ruso: Суровый, lit. 'Severo') fue uno de los dieciocho destructores de la clase Storozhevoy (oficialmente conocidos como Proyecto 7U) construidos para la Armada Soviética a finales de la década de 1930. Aunque comenzó la construcción como un destructor de la clase Gnevny, el Surovy se completó en 1941 con el diseño modificado del Proyecto 7U y se asignó a la Flota del Báltico.
Al entrar en servicio justo antes del comienzo de la Operación Barbarroja, participó en colocación de minas y brindó apoyo de fuego naval desde finales de junio hasta principios de agosto. el 21 de agosto de 1941 se enfrentó a un convoy alemán sin resultado, resultó dañado por una mina durante la evacuación de Tallin (Estonia), pero fue capaz de regresar a su base en Leningrado para reparaciones. que duró la mayor parte de septiembre. Después de un mes de bombardeos en la costa durante el Sitio de Leningrado, el destructor participó en la evacuación de la Base naval de Hanko a principios de noviembre, y resultó hundido después de quedar paralizado por una mina el 13 de noviembre. 

## Diseño y descripción
Originalmente construido como un buque de Clase Gnevny, el Surovy y sus buques gemelos se completaron con el diseño modificado del Proyecto 7U después de que Iósif Stalin, Secretario General del Partido Comunista de la Unión Soviética, ordenara que estos últimos se construyeran con las calderas dispuestas en escalón, en lugar de estar enlazadas como en los destructores de la clase Gnevny, de modo que el barco aún pudiera moverse con una o dos calderas desactivadas.
Al igual que los destructores de la Clase Gnevny, los destructores del Proyecto 7U tenían una eslora de 112,5 metros y una manga de 10,2 metros, pero tenían un calado reducido de 3,98 metros a plena carga. Los barcos tenían un ligero sobrepeso, desplazando 1727 toneladas con carga estándar y 2279 toneladas a plena carga. 
La tripulación de la clase Storozhevoy ascendía a 207 marineros y oficiales en tiempo de paz, pero podía ahumentar hasta los 271 en tiempo de guerra, ya que se necesitaba más personal para operar el equipo adicional. Cada buque tenía un par de turbinas de vapor con engranajes, cada una impulsando una hélice, diseñada para producir 54.000 C.V en el eje utilizando vapor de cuatro calderas de tubos de agua, que los diseñadores esperaban superaría los 37 nudos (69 km/h) de velocidad de los Project 7 porque había vapor adicional disponible. El propio Sposobny solo alcanzó los 36,8 nudos (68,2 km/h) durante sus pruebas de mar en 1943. Las variaciones en la capacidad de fueloil significaron que el alcance de los destructores de la clase Storozhevoy varió de 1380 a 2700 millas náuticas (2560 a 5000 km) a 19 nudos (35 km/h).
Los buques de la clase Storozhevoy montaban cuatro cañones B-13 de 130 milímetros en dos pares de monturas individuales superfuego a proa y popa de la superestructura. La defensa antiaérea corría a cargo de un par de cañones 34-K AA de 76,2 milímetros en monturas individuales y tres cañones AA 21 K de 45 milímetros, así como cuatro ametralladoras simples DK o DShK AA de 12,7 milímetros. Llevaban seis tubos lanzatorpedos de 533 mm en dos montajes triples giratorios en medio del barco. Los buques también podían transportar un máximo de 58 a 96 minas y 30 cargas de profundidad. Estaban equipados con un juego de hidrófonos Marte para la guerra antisubmarina, aunque estos eran inútiles a velocidades superiores a tres nudos (5,6 km/h).

## Historial de combate
El Surovy se construyó en el astillero n.º 189 (Sergo Ordzhonikidze) en Leningrado el 27 de octubre de 1936 como un destructor de la clase Gnevny con el nombre de Letuchy. El 1 de febrero de 1939, fue reconstruido como un destructor del Proyecto 7U y botado el 5 de agosto de 1939. El 25 de septiembre de 1940, fue renombrado como Surovy, el barco fue aceptado por una comisión estatal el 31 de mayo de 1941 y se unió a la Quinta División de Destructores de la Flota del Báltico el 18 de junio cuando se izó a bordo la insignia naval soviético.
Cuatro días después de que se iniciara la invasión alemana de la Unión Soviética, el Surovy todavía estaba en su base en Kronstadt, y rápidamente se trasladó a Tallin. Participó en operaciones de colocación de minas en el golfo de Finlandia el 29 de junio y bombardeó posiciones alemanas en apoyo del 8.º Ejército en la costa de la bahía de Narva el 23 de julio. En este último cometido, después de disparar 186 rondas de su armamento principal, se le atribuyó la destrucción de cinco morteros y varias estructuras defensivas enmigas.
Durante agosto, el Surovy y su buque gemelo el Statny hicieron dos incursiones en el Golfo de Riga; la primera bajo la bandera del comandante del Destacamento de las Fuerzas Ligeras contraalmirante Valentin Drozd. El 6 de agosto, el destructor bombardeó una batería alemana en Salacgrīva, disparando sesenta proyectiles de 130 mm, y dos días después disparó veinticuatro proyectiles más contra un muelle en Roja (Letonia). En el viaje de regreso evadió dos ataques aéreos alemanes. El 21 de agosto, con el viejo destructor Artem (antiguo Azard), navegó al Golfo de Riga para interceptar un convoy alemán formado por dos transportes con escoltas que habían sido detectados por el reconocimiento aéreo. El Surovy disparó ciento cuarenta y cinco proyectiles de 130 mm contra uno de los transportes e informó erróneamente de su hundimiento, mientras escapaba ileso del ataque aéreo alemán cuando salía del área. El 27 de agosto, mientras navegaba desde archipiélago Moonsund a Tallin, la detonación de una mina en uno de sus paravanes provocó una onda de choque que dañó los cimientos de la caldera n.° 3 e inutilizó otras maquinarias. Otra mina explotó en uno de sus paravanes durante la Evacuación de Tallin entre el 28 y el 30 de agosto, pero el destructor logró llegar a Kronstadt, por sus propios medios. Fue reparado en el Astillero del Báltico en Leningrado del 3 al 23 de septiembre. Después de completar sus reparaciones bombardeó posiciones alemanas durante el Sitio de Leningrado hasta el finales de octubre, primero desde la rada de Kronstadt y luego desde el río Neva, disparando un total de 450 proyectiles.
El 3 de noviembre, el Surovy, su gemelo el Smetlivy y una nave más pequeña partieron de Kronstadt para la evacuación la guarnición soviética de la Base naval de Hanko. Aunque el Smetlivy fue hundido por una mina en el viaje de regreso, los buques restantes evacuaron a 1200 de los defensores de Hanko a Kronstadt y Leningrado. El 13 de noviembre, junto con el destructor Gordy, el minador Ural, cuatro dragaminas, seis buques torpederos y el submarino L-2, partió de Kronstadt para evacuar la guarnición restante de Hanko, en lo que resultó ser su último viaje. Después de la medianoche, los barcos se toparon con un campo de minas y el 14 de noviembre, temprano el Surov chocó con el dragaminas parado T-21; la colisión provocó un agujero 4 metros cuadrados (4,8 yd²) sobre su línea de flotación. El agujero fue sellado con ropa de cama, pero minutos después su paraván detonó una nueva mina a cuatro o cinco metros del casco, lo que dejó sin energía varios compartimentos y deformó el casco. Esto resultó en costuras divididas, lo que provocó inundaciones en sus salas de calderas y turbinas que crearon una escora de ocho grados, después de que fallaran los turboventiladores y las bombas. Aunque la tripulación extinguió un incendio en una de las salas de calderas, elevó vapor en otra y reinició el turbogenerador y el generador diésel en una de las salas de máquinas, las bombas no pudieron hacer frente a la inundación y la escora alcanzó los doce grados a las 05:00h. por lo que, su capitán ordenó a la tripulación que abandonara el buque y unos veinte minutos después fueron  evacuados por completo a un dragaminas. El destructor se hundió rápidamente después de la explosión de sus cargas de profundidad. El Surovy fue oficialmente eliminado de la Lista de la Armada el 19 de noviembre.